# Konsonantfordobling
Konsonantfordobling er i retskrivning den situation at en enkelt konsonant i et ord i nogle af ordets bøjningsformer eller ved afledning bliver gentaget så samme konsonant skrives to ganges i træk.[kilde mangler]
På skriftligt dansk, ses konsonantfordobling ved trykstærke korte vokaler.
Det kan ske både ved orddannelse med afledning og ved bøjning.
Eksempler er:
- Navneordet "kat" bøjes til "katten", ikke "katen".[2]
- Udsagnsordet "stoppe" med roden "stop", bøjes til "stoppe", ikke "stope".
- Navneordet "missekat", ikke "misekat", hvor "missekat" er en sammensætning af "mis" og "kat" med bindebogstavet "-e-" imellem.[2]

Bøjninger af afledninger med efterledene -dom og -som får altid konsonantfordobling, for eksempel "helligdom" afledt fra "hellig" bliver i flertal til "helligdomme".
På engelsk ses konsonantfordobling også, for eksempel "hot" og "hottest".